# Olof Hagström

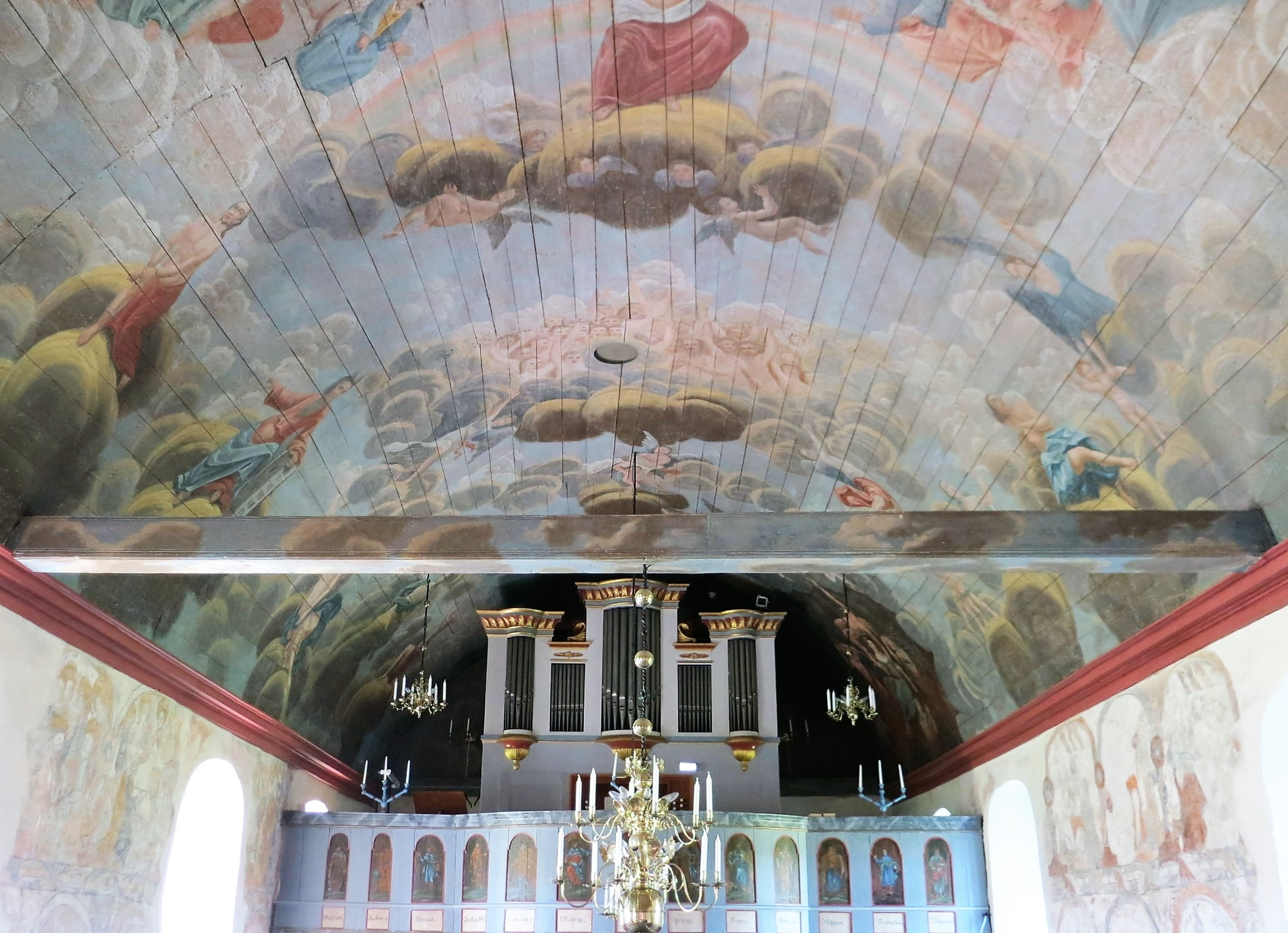
Takmålningar i Stråvalla kyrka

Olof Hagström, född okänt år, död 1812 i Göteborg, var en svensk dekorationsmålare och kyrkomålare.

## Biografi
Hagström blev mästare i Göteborgs Stadz Konst- och MålarEmbete 1785. Tillsammans med Per Sandell utförde han dekorationsarbeten i Stråvalla kyrka 1789 där de målade de tre grupperna Treenigheten, Yttersta domen och Helvetet. År 1796 utförde Hagström takmålningar i Solberga kyrka, Bohuslän som är bevarade. Från 1797 var han verksam som dekorationsmålare vid teatern i Göteborg.